# Paweł Ordyński
Paweł Ordyński (ur. 1984, zm. 20 marca 2013 w Ghazni w Afganistanie) – polski wojskowy, starszy szeregowy Wojska Polskiego, poległ podczas wykonywania zadania bojowego w czasie XII zmiany Polskiego Kontyngentu Wojskowego w Afganistanie, pośmiertnie awansowany na stopień sierżanta.

## Życiorys
Paweł Ordyński urodził się w 1984 r.

### Przebieg służby wojskowej
Paweł Ordyński od 2004 r. pełnił służbę wojskową na stanowisku kierowcy w 12 Brygadzie Zmechanizowanej. W 2005 r. został powołany do zawodowej służby wojskowej w korpusie szeregowych zawodowych na stanowisko kierowcy w 1 batalionie piechoty zmotoryzowanej z 12 Brygady Zmechanizowanej. W 2006 r. pełnił służbę w ramach misji EUFOR w Bośni i Hercegowinie na stanowisku kierowcy-sanitariusza. W 2008 r. brał udział  w III zmianie i w 2009 r. w IV zmianie oraz był na misji w Afganistanie na którą wyjechał w 2012 r. jako kierowca transportera.

### Rutynowy patrol, śmierć, pochówek
20 marca 2013 r. żołnierze 2 kompanii piechoty zmotoryzowanej ze składu Zgrupowania Bojowego XII zmiany (dowódca ZB ppłk Sławomir Kocanowski, dowódca kontyngentu gen. bryg. Andrzej Tuz), w tym kierowca transportera opancerzonego typu MRAP st. szer. Paweł Ordyński, wyjechali z bazy Ghazni na rutynowy patrol podczas którego mieli przeprowadzić rozpoznanie terenu i zorganizować punkt kontrolny na północny zachód od Ghazni. Do zamachu doszło ok. 9 czasu polskiego. Około sześć kilometrów od bazy opancerzony pojazd, którym kierował, najechał na podłożony przez rebeliantów ładunek wybuchowy (improwizowane urządzenie wybuchowe – IED). W wyniku silnej eksplozji Paweł Ordyński zginął, drugi żołnierz został ranny.
21 lutego 2013 r. polscy i amerykańscy żołnierze na płycie lądowiska w Ghazni w Afganistanie pożegnali st. szer. Pawła Ordyńskiego. 29 lutego 2008 r. uroczystości pogrzebowe odbyły się w kościele pw. Matki Bożej Szkaplerznej w Poroście, jego rodzinnej miejscowości, z udziałem wojskowej asysty honorowej z 12 BZ. W mszy świętej uczestniczyli: narzeczona, dwumiesięczny synek, matka, rodzeństwo, wiceminister obrony narodowej Waldemar Skrzypczak, szef Sztabu Generalnego gen. Mieczysław Cieniuch, dowódca Wojsk Lądowych gen. Zbigniew Głowienka, zastępca dowódcy operacyjnego SZ gen. dyw. Jerzy Michałowski, dowódca 12 DZ gen. dyw. Ireneusz Bartniak, wojewoda zachodniopomorski Marcin Zydorowicz oraz koledzy z jednostki. Postanowieniem Prezydenta RP Bronisława Komorowskiego został pośmiertnie odznaczony Orderem Krzyża Wojskowego, a na podstawie decyzji ministra obrony narodowej Tomasza Siemoniaka został awansowany pośmiertnie do stopnia sierżanta. Po mszy kondukt pogrzebowy przeszedł na miejscowy cmentarz w Poroście, gdzie m.in. zgodnie z Ceremoniałem wojskowym nastąpiło złożenie i wręczenie rodzinie flagi państwowej, po czym nastąpiło składanie wieńców przez delegacje, a następnie pododdział z 12 Brygady Zmechanizowanej oddał salwę honorową. Sierżant Paweł Ordyński poległy podczas wykonywania zadania bojowego w czasie XII zmiany Polskiego Kontyngentu Wojskowego w Afganistanie miał 29 lat.

### Upamiętnienie
23 września 2013 r. w koszarach 12 Brygady Zmechanizowanej w Alei Poległych przed pomnikiem patrona brygady generała Hallera odsłonięto dwie Tablice upamiętniające śmierć ś.p. sierżanta Pawła Ordyńskiego oraz st. chorążego Łukasza Sroczyńskiego. W 2014 r. czterdziestu żołnierzy uczciło jego pamięć oraz kolegów z 12 BZ, w tym st. chor. Łukasza Sroczyńskiego oraz kpt. Krzysztofa Woźniaka, żołnierza GROM-u, podczas 35 Szczecińskiego Półmaratonu Gryfa w Biegu Ku Pamięci Żołnierzy Poległych. 29 października 2014 r. Filharmonii Szczecińskiej odbyła się premiera słuchowiska Błękitna pustynia, które opowiada historię polskich żołnierzy w Afganistanie, w tym sierżanta Pawła Ordyńskiego i st. chor. Łukasza Sroczyńskiego. 1 września 2015 r. w Szczecinie prawie dwustu żołnierzy i sympatyków Błękitnej Brygady stanęło na starcie Biegu Ku Pamięci Poległych Żołnierzy 12BZ w ramach 36 PKO Półmaratonu Szczecin i uczciło jego pamięć oraz wszystkich żołnierzy z 12 BZ, którzy od 1996 r. stracili życie wykonując zadania w kraju i na misjach. 31 marca 2023 r. w Szczecinie w koszarach 12 Brygady Zmechanizowanej odbył się I Wojskowy Turnieju Piłki Nożnej zorganizowany ku pamięci śp. sierżanta Pawła Ordyńskiego.

## Awanse
- starszy szeregowy – ?
- sierżant – 2013 (pośmiertnie)[3]

## Ordery, odznaczenia i wyróżnienia
- Krzyż Kawalerski Orderu Krzyża Wojskowego – 2013 (pośmiertnie)[15][3]
- uhonorowany pośmiertnym wpisem do „Księgi Honorowej Wojska Polskiego” – 2013 (pośmiertnie)[16]

i inne